# 絃樂交響曲 (孟德爾遜)
孟德爾遜一生中共創作了12首完整的絃樂交響曲，另加1首以絃樂寫成的單樂章交響作品，創作時間為1821年至1823年之間，屬孟德爾遜少年時期的學生作品。樂曲的標題以意大利語"Sinfonia"標示，而非他慣用的德語"Sinfonie"，可以見到孟德爾遜視這些作品為小型的交響樂作品。
受到巴赫的寫作風格影響，這些作品都皆富有鮮明的旋律，並且配以高度的對位法及和聲的寫作手法，顯示作曲家在年少時已經充份掌握了這些技巧。
結構上，因著標題上所使用的"Sinfonia"，首6首及第12首均採用當時意大利式的歌劇序曲中三樂章（或段落）的結構；至於第7，8，9號則為4樂章形式；第11首更包含了5個樂章，至於第10首，則為單樂章作品。

## 各作品簡介

### 第1首，MWVN 1
調性：C大調
創作年份：1821年
第1樂章：快板（Allegro），3/4
第2樂章：行板（Andante），3/8
第3樂章：快板（Allegro），C

### 第2首，MWVN 2
調性：D大調
創作年份：1821年
第1樂章：快板（Allegro），C
第2樂章：行板（Andante），C
第3樂章：活躍的快板（Allegro vivace），6/8

### 第3首，MWVN 3
調性：E小調
創作年份：1821年
第1樂章：持續的快板（Allegro di molto），C
第2樂章：行板（Andante），3/8
第3樂章：快板（Allegro），C

### 第4首，MWVN 4
調性：C小調
創作年份：1821年
第1樂章：緩板（Grave），C－快板（Allegro），3/4
第2樂章：行板（Andante），3/8
第3樂章：活躍的快板（Allegro vivace），C

### 第5首，MWVN 5
調性：降B大調
創作年份：1821年
第1樂章：活躍的快板（Allegro vivace），C
第2樂章：行板（Andante），3/8
第3樂章：急板（Presto），C

### 第6首，MWVN 6
調性：降E大調
創作年份：1821年
第1樂章：快板（Allegro），C
第2樂章：小步舞曲（Menurtto），3/4，不停頓而直接進入
第3樂章：最急板（Prestissimo），2/4

### 第7首，MWVN 7
調性：D小調
創作年份：1821年
第1樂章：快板（Allegro），C
第2樂章：温柔的行板（Andante amorevole），3/8
第3樂章：小步舞曲（Menurtto），3/4
第4樂章：持續的快板（Allegro molto），6/8

### 第8首，MWVN 8
調性：D大調
創作年份：1822年
第1樂章：沉重的慢板（Adagio e grave），3/4－快板（Allegro），3/4
第2樂章：慢板（Adagio），3/8
第3樂章：小步舞曲（Menurtto），3/4－中段：急板（Trio：Presto）
第4樂章：持續的快板（Allegro molto）－更急板（Piu Presto），C
孟德爾遜後來把這首作品改編為標準管絃樂團編制，同年出版。

### 第9首，MWVN 9
調性：C大調
創作年份：1823年
第1樂章：柔板（Grave），3/4 － 快板（Allegro），C
第2樂章：行板（Andante），2/4
第3樂章：詼諧曲（Scherzo），6/8
第4樂章：活躍的快板（Allegro vivace）－ 更快（Piu stretto），C

### 第10首，MWVN 10
調性：B小調
創作年份：1823年
第1樂章：慢板（Adagio），3/4 → 快板（Allegro），C → 更急板（Piu Presto）
不少人認為本樂曲應該包含多個已遺失的樂章，但有關講法至今仍未能有確實的證據支持。

### 第11首，MWVN 11
調性：F大調
創作年份：1823年
第1樂章：慢板（Adagio）－ 持續的快板（Allegro molto），C
第2樂章：詼諧曲（Scherzo），優閒的瑞士風格歌曲（Commodo. Schweizerlied），2/4
本樂章另加入了定音鼓、三角鐵及鈸。
第3樂章：慢板（Adagio），3/4
第4樂章：小步舞曲：中等的快板（Allegro moderato），6/8
第5樂章：持續的快板（Allegro molto），C

### 第12首，MWVN 12
調性：G小調
創作年份：1823年
第1樂章：柔板（Grave）－ 快板（Allegro），C
第2樂章：行板（Andante），6/8
第3樂章：持續的快板（Allegro molto）－加快的快板（Piu Allegro），C

### 絃樂交響樂章（又稱為第13首），MWVN 14
調性：C小調
創作年份：1823年
第1樂章：柔板（Grave）－ 持續的快板（Allegro molto），C

## 外部連結
- 孟德爾遜第1號絃樂交響曲：国际乐谱典藏计划上的乐谱
- 孟德爾遜第2號絃樂交響曲：国际乐谱典藏计划上的乐谱
- 孟德爾遜第3號絃樂交響曲：国际乐谱典藏计划上的乐谱
- 孟德爾遜第4號絃樂交響曲：国际乐谱典藏计划上的乐谱
- 孟德爾遜第5號絃樂交響曲：国际乐谱典藏计划上的乐谱
- 孟德爾遜第6號絃樂交響曲：国际乐谱典藏计划上的乐谱
- 孟德爾遜第7號絃樂交響曲：国际乐谱典藏计划上的乐谱
- 孟德爾遜第8號絃樂交響曲：国际乐谱典藏计划上的乐谱
- 孟德爾遜第9號絃樂交響曲：国际乐谱典藏计划上的乐谱
- 孟德爾遜第10號絃樂交響曲：国际乐谱典藏计划上的乐谱
- 孟德爾遜第11號絃樂交響曲：国际乐谱典藏计划上的乐谱
- 孟德爾遜第12號絃樂交響曲：国际乐谱典藏计划上的乐谱
- 孟德爾遜絃樂交響樂章：国际乐谱典藏计划上的乐谱